# Kali tetraperoxochromat(V)
Kali tetraperoxochromat(V) là một hợp chất vô cơ có công thức hóa học K3Cr(O2)4. Nó là một chất rắn thuận từ màu nâu đỏ, là muối kali của ion tetraperoxochromat(V), một trong số ít ví dụ về chromi ở trạng thái oxy hóa +5 và là một trong những ví dụ hiếm hoi về phức hợp chỉ được ổn định bởi các phối tử peroxide. Hợp chất này được sử dụng làm nguồn oxy nhóm đơn.

## Điều chế
Kali tetraperoxochromat(V) được điều chế bằng cách xử lý dung dịch kali chromat với hydro peroxide ở 0 °C:
2 CrO2−
4 + 8 H
2O
2 → 2 [Cr(O
2)
4]2−
+ 8 H
2O
Tetraperoxochromat(VI) trung gian bị khử bởi hydro peroxide, tạo thành tetraperoxochromat(V):
2 [Cr(O
2)
4]2−
 + 2 OH−
 + H
2O
2 → 2 [Cr(O
2)
4]3−
 + 2 H
2O + O
2
Phản ứng tổng thể được viết như sau:
2 CrO2−
4 + 9 H
2O
2 + 2 OH−
 → 2 [Cr(O
2)
4]3−
 + 10 H
2O  + O
2
Hợp chất này bị phân hủy ở nhiệt độ cao.

## Tính chất và cấu trúc
Kali tetraperoxochromat(V) tồn tại dưới dạng tinh thể màu đỏ nâu thuộc hệ tinh thể bốn phương, nhóm không gian I 42m, các hằng số mạng tinh thể a = 0,6694 nm, b = 0,6694 nm, c = 0,75736 nm, Z = 2.
Hợp chất tan ít trong nước kèm sự phân hủy, không tan trong ethanol và diethyl ether.